# Rhythm of Love Tour
Rhytm of Love Tour – druga trasa koncertowa australijskiej piosenkarki Kylie Minogue z 1991 r. Promowała drugi album studyjny artystki Rhytm of Love. Obejmowała 12 dat w Australii i 7 w Azji.

## Program koncertów
1. „Step Back in Time”
2. „Wouldn't Change a Thing”
3. „Go to Be a Certain”
4. „Always Find the Time”
5. „Enjoy Yourself”
6. „Tears on my Pillow”
7. „Secrets”
8. „Help!”
9. „I Should Be So Lucky”
10. „What Do I Have To Do?”
11. „Je Ne Sais Pas Pourqoui”
12. „One Boy Girl”
13. „Love Train”
14. „Rhytm of Love”
15. „Shocked”

Bisy:
1. „Hand on Your Heart”
2. „Count The Days”
3. „Locomotion”
4. „Better The Devil You Know”

## Daty koncertów
1. 10 lutego 1991 – Canberra, Australia – National Indoor Sports Centre
2. 13 lutego 1991 – Perth, Australia – Perth Entertainment Centre
3. 15 lutego 1991 – Adelaide, Australia – Memorial Drive Park
4. 16 lutego 1991 – Melbourne, Australia – National Tennis Centre
5. 18 lutego 1991 – Melbourne, Australia – National Tennis Centre
6. 19 lutego 1991 – Melbourne, Australia – National Tennis Centre
7. 20 lutego 1991 – Melbourne, Australia – National Tennis Centre
8. 22 lutego 1991 – Brisbane, Australia – Brisbane Entertainment Centre
9. 24 lutego 1991 – Sydney, Australia – Sydney Entertainment Centre
10. 26 lutego 1991 – Sydney, Australia – Sydney Entertainment Centre
11. 27 lutego 1991 – Sydney, Australia – Sydney Entertainment Centre
12. 1 marca 1991 – Telok Blangah, Singapur – Harbour Pavillion
13. 2 marca 1991 – Bangkok, Tajlandia – Thailand Cultural Centre
14. 3 marca 1991 – Kuala Lumpur, Malezja - Stadium Negara
15. 4 marca 1991 – Tokio, Japonia – Tokyo Bay NK Hall
16. 6 marca 1991 – Osaka, Japonia – Osaka-jō hall
17. 8 marca 1991 – Nagoja, Japonia – Nagoya Rainbow Hall
18. 10 marca 1991 – Fukuoka, Japonia – Fukuoka Kokusai Center

## Personel Kylie Minogue

### Personel techniczny
- Produkcja: Kylie Minogue
- Zarządzanie: Terry Blamey
- Reżyser muzyki: Adrian Scott
- Menedżer trasy: Nick Pitts
- Kierownik menedżera: Henry Crallam
- Menedżer dźwięku: Clive Franks
- Reżyser oświetlenia: Jonathon Smeethon
- Choreografia: Venol John
- Asystent: Yvonne Savage
- Inspektor garderoby: Carol Minogue

### Muzycy
- Keyboardy: Adrian Scott
- Perkusja: John Creech
- Gitara: Jamie Jairdin
- Gitara basowa: Craig Newman
- Keyboardy: Tania Smith
- Saksofon: Gerry Ciavarella
- Chórki: Nicki Nicholls, Deni Hines i James Uluave
- Tancerze: Venol John, Richard Allen, Cosima Dusting, Simone Kay, Mitchell Barrett